# (21617) Johnhagen
(21617) Johnhagen est un astéroïde de la ceinture principale d'astéroïdes.

## Description
(21617) Johnhagen est un astéroïde de la ceinture principale d'astéroïdes. Il fut découvert le 13 mai 1999 à Socorro (Nouveau-Mexique) par le projet LINEAR. Il présente une orbite caractérisée par un demi-grand axe de 2,34 UA, une excentricité de 0,15 et une inclinaison de 2,4° par rapport à l'écliptique.

## Compléments